# KkStB 464
Die Dampflokomotivreihe kkStB 464 war eine Tenderlokomotivreihe der kkStB, deren Lokomotiven ursprünglich von den Bukowinaer Lokalbahnen stammten.
Diese dreifach gekuppelten Tenderlokomotiven wurde von 1909 bis 1913 von Krauss in Linz an die kkStB geliefert.
Sie hatten Innenrahmen und Außensteuerung.
Bei der kkStB wurden die drei Maschinen als Reihe 464 bezeichnet.
Nach dem Ersten Weltkrieg kamen sie zur CFR.